# Cục quản lý Hành chính và Ngân sách Hoa Kỳ
Cục quản lý Hành chính và Ngân sách Hoa Kỳ (tiếng Anh: Office of Management and Budget) hay Văn phòng Quản lý và Ngân sách (OMB) là một cơ quan trong Nội các Hoa Kỳ, đây là cơ quan lớn nhất trong Văn phòng điều hành của phủ tổng thống Hoa Kỳ (Executive Office of the President of the United States) (EOP).
Giám đốc OMB hiện tại là Mick Mulvaney.

## Lịch sử
Được thành lập năm 1921 với tên gọi lúc đó là văn phòng ngân sách Mỹ, OMB là một bộ phận trong văn phòng điều hành của tổng thống và hỗ trợ tổng thống trong việc chuẩn bị một bản ngân sách liên bang tổng hợp để trình lên quốc hội.

## Nhiệm vụ

### Tổ chức
- Giám đốc, OMB
  - Phó giám đốc, OMB
    - Phòng pháp chế
    - Phòng Nội vụ lập pháp
    - Phòng Lập kế hoạch chiến lược và Truyền thông
    - Phòng Quản lý hoạt động
    - Phòng Chính sách kinh tế
    - Phòng tham khảo Lập pháp
    - Phòng đánh giá Ngân sách
    - Bộ phận quản lý tài nguyên
      - Chương trình Tài nguyên thiên nhiên
      - Chương trình Giáo dục, thu nhập Bảo trì và Lao động
      - Chương trình Y tế
      - Chương Trình Chính phủ chung
      - Chương trình An ninh Quốc gia

  - Phó giám đốc Quản lý và thanh tra nhân viên
    - Văn phòng quản lý tài chính liên bang
    - Văn phòng Chính sách mua sắm của Liên Bang
    - Văn phòng Chính phủ điện tử và Công nghệ thông tin
    - Văn phòng Hiệu suất và quản lý nhân viên
    - Văn phòng Nội vụ Thông tin và quy định

## Danh sách các giám đốc
| TT | Tên                   | Thời gian giữ chức                                   | Tổng thống                                         | Ghi chú |
| -- | --------------------- | ---------------------------------------------------- | -------------------------------------------------- | --- |
| 1  | Charles G. Dawes      | 23 tháng 6 năm 1921 - 30 tháng 6 năm 1922            | Warren G. Harding                                  | Dawes sau đó trở thành phó tổng thống Hoa Kỳ dưới thời Calvin Coolidge và là Đại sứ Hoa Kỳ tại Vương quốc Anh dưới thời Herbert Hoover                                        |
| 2  | Herbert Lord          | 1 tháng 7 năm 1922 - 31 tháng 5 năm 1929             | Warren G. Harding, Calvin Coolidge, Herbert Hoover | |
| 3  | Clawson Roop          | 15 tháng 8 năm 1929 - 3 tháng 3 năm 1933             | Herbert Hoover                                     | |
| 4  | Lewis Douglas         | 7 tháng 3 năm 1933 - 31 tháng 8 năm 1934             | Franklin D. Roosevelt                              | |
| 5  | Daniel W. Bell        | 1 tháng 9 năm 1934 - 14 tháng 4 năm 1939             | Franklin D. Roosevelt                              | |
| 6  | Harold D. Smith       | ngày 15 tháng 4 năm 1939 - ngày 19 tháng 6 năm 1946  | Franklin D. Roosevelt, Harry S. Truman             | |
| 7  | James E. Webb         | ngày 13 tháng 7 năm 1946 - ngày 27 tháng 1 năm 1949  | Harry S. Truman                                    | Webb sau đó trở thành lãnh đạo thứ hai của cơ quan NASA dưới thời tổng thống Kennedy và Johnson                                                                               |
| 8  | Frank Pace            | ngày 1 tháng 2 năm 1949 - ngày 12 tháng 4 năm 1950   | Harry S. Truman                                    | |
| 9  | Frederick Lawton      | ngày 13 tháng 4 năm 1950 - ngày 21 tháng 1 năm 1953  | Harry S. Truman                                    | |
| 10 | Joseph Dodge          | ngày 22 tháng 1 năm 1953 - ngày 15 tháng 4 năm 1954  | Dwight D. Eisenhower                               | |
| 11 | Rowland Hughes        | ngày 16 tháng 4 năm 1954 - ngày 1 tháng 4 năm 1956   | Dwight D. Eisenhower                               | |
| 12 | Percival Brundage     | ngày 2 tháng 4 năm 1956 - ngày 17 tháng 3 năm 1958   | Dwight D. Eisenhower                               | |
| 13 | Maurice H. Stans      | ngày 18 tháng 3 năm 1958 - ngày 21 tháng 1 năm 1961  | Dwight D. Eisenhower                               | |
| 14 | David E. Bell         | ngày 22 tháng 1 năm 1961 - ngày 20 tháng 12 năm 1962 | John F. Kennedy                                    | |
| 15 | Kermit Gordon         | ngày 28 tháng 12 năm 1962 - ngày 1 tháng 6 năm 1965  | John F. Kennedy, Lyndon B. Johnson                 | |
| 16 | Charles Schultze      | ngày 1 tháng 6 năm 1965 - ngày 28 tháng 1 năm 1968   | Lyndon B. Johnson                                  | Schultze sau đó phục vụ với tư cách Chủ tịch của Hội đồng Cố vấn Kinh tế Hoa Kỳ dưới thời Tổng thống Jimmy Carter.                                                            |
| 17 | Charles Zwick         | ngày 29 tháng 1 năm 1968 - ngày 21 tháng 1 năm 1969  | Lyndon B. Johnson                                  | |
| 18 | Robert Mayo           | ngày 22 tháng 1 năm 1969 - ngày 30 tháng 6 năm 1970  | Richard Nixon                                      | |
| 19 | George P. Shultz      | ngày 1 tháng 7 năm 1970 - ngày 11 tháng 6 năm 1972   | Richard Nixon                                      | Shultz trước đó đã từ làm Bộ trưởng Lao động Hoa Kỳ, sau đó là Bộ trưởng Ngân khố Hoa Kỳdưới thời tổng thống Nixon và là Bộ trưởng Ngoại giao Hoa Kỳ dưới thời Ronald Reagan. |
| 20 | Caspar Weinberger     | ngày 12 tháng 6 năm 1972 - ngày 1 tháng 2 năm 1973   | Richard Nixon                                      | Weinberger trước đó từng làm Bộ trưởng Y tế và Dịch vụ Nhân sinh Hoa Kỳ dưới thời tổng thống Nixon và Ford, và làm Bộ trưởng Bộ Quốc phòng Hoa Kỳ dưới thời Reagan            |
| 21 | Roy Ash               | ngày 2 tháng 2 năm 1973 - ngày 3 tháng 2 năm 1975    | Richard Nixon, Gerald Ford                         | |
| 22 | James T. Lynn         | ngày 10 tháng 2 năm 1975 - ngày 20 tháng 1 năm 1977  | Gerald Ford                                        | Lynn left to head Aetna Insurance |
| 23 | Bert Lance            | ngày 21 tháng 1 năm 1977 - ngày 23 tháng 9 năm 1977  | Jimmy Carter                                       | Lance từ chức sau một scandal về tham nhũng chính trị |
| 24 | James T. McIntyre     | ngày 24 tháng 9 năm 1977 - ngày 20 tháng 1 năm 1981  | Jimmy Carter                                       | |
| 25 | David Stockman        | ngày 21 tháng 1 năm 1981 - ngày 1 tháng 8 năm 1985   | Ronald Reagan                                      | |
| 26 | James C. Miller III   | ngày 8 tháng 10 năm 1985 - ngày 15 tháng 10 năm 1988 | Ronald Reagan                                      | |
| 27 | Joseph R. Wright, Jr. | ngày 16 tháng 10 năm 1988 - ngày 20 tháng 1 năm 1989 | Ronald Reagan                                      | |
| 28 | Richard Darman        | ngày 25 tháng 1 năm 1989 - ngày 20 tháng 1 năm 1993  | George H. W. Bush                                  | |
| 29 | Leon Panetta          | ngày 21 tháng 1 năm 1993 - October 1994              | Bill Clinton                                       | Panetta became President Clinton's Chief of Staff and serves under President Barack Obama as Giám đốc CIA và Bộ trưởng Quốc phòng Hoa Kỳ                                      |
| 30 | Alice Rivlin          | ngày 17 tháng 10 năm 1994 - ngày 26 tháng 4 năm 1996 | Bill Clinton                                       | Rivlin became a governor of the Federal Reserve after leaving OMB |
| 31 | Franklin D. Raines    | ngày 13 tháng 9 năm 1996 - ngày 21 tháng 5 năm 1998  | Bill Clinton                                       | Raines became CEO of Fannie Mae |
| 32 | Jacob Lew             | ngày 21 tháng 5 năm 1998 - ngày 19 tháng 1 năm 2001  | Bill Clinton                                       | Jacob Lew served as deputy director of OMB from 1995 to 1998 |
| 33 | Mitch Daniels         | ngày 23 tháng 1 năm 2001 - ngày 6 tháng 6 năm 2003   | George W. Bush                                     | Daniels left and successfully ran for governor of Indiana |
| 34 | Joshua B. Bolten      | ngày 26 tháng 6 năm 2003 - ngày 15 tháng 4 năm 2006  | George W. Bush                                     | Bolten became President Bush's Chief of Staff |
| 35 | Rob Portman           | ngày 26 tháng 5 năm 2006 - ngày 19 tháng 6 năm 2007  | George W. Bush                                     | Portman had previously served President Bush as United States Trade Representative and was elected to the U.S. Senate from Ohio in 2010.                                      |
| 36 | Jim Nussle            | ngày 4 tháng 9 năm 2007 - ngày 20 tháng 1 năm 2009   | George W. Bush                                     | |
| 37 | Peter Orszag          | ngày 20 tháng 1 năm 2009 - ngày 30 tháng 7 năm 2010  | Barack Obama                                       | |
| 37 | Jeffrey Zients        | ngày 30 tháng 7 năm 2010 - ngày 18 tháng 11 năm 2010 | Barack Obama                                       | Acting Director during remainder of Orszag's term |
| 38 | Jacob Lew             | ngày 18 tháng 11 năm 2010 – present                  | Barack Obama                                       | |

Source: